# Торре, Орландо де ла
Орла́ндо де ла То́рре Ка́стро (исп. Orlando de la Torre Castro; 21 ноября 1943, Трухильо — 24 августа 2022) — перуанский футболист и футбольный тренер, играл на позиции защитника. Участник чемпионата мира по футболу 1970 года.

## Биография

### Клубная карьера
Орландо де ла Торре в течение четырнадцати сезонов играл за «Спортинг Кристал», в составе которого выиграл четыре чемпионских титула, став в этой команде одним из ключевых игроков.
В 1974 году переехал в Эквадор, где играл за гуаякильскую «Барселону». В 1975 году он стал игроком клуба «Спорт Бойз», в составе которого отыграл две сезона. В последующие годы Орландо де ла Торре играл за «Атлетико Чалако» и «Хуан Аурич», который стал последним клубом в его карьере.

### Карьера в сборной
В составе сборной Перу был основным игроком на чемпионате мира по футболу 1970 года, где сыграл в трёх матчах на групповом этапе со сборной Болгарии (3:2), Марокко (3:0) и Германии (1:3). Всего за сборную Перу сыграл 39 матчей, в которых не забил ни одного мяча.

### Карьера тренера
Работал главным тренером футбольных клубов, среди которых были «Хуан Аурич» (1978—1979, 1980, 1999) и «Спорт Бойз», который возглавлял в 1979 году.

### Смерть
Скончался 24 августа 2022 года в возрасте 78 лет от последствий инсульта, перенесённого в 2021 году.

## Достижения
«Спортинг Кристал»
- Чемпион Перу (4): 1961, 1968, 1970, 1972